# Fornjot (måne)
Fornjot  är en av Saturnus månar. Den upptäcktes av Scott S. Sheppard, David C. Jewitt, Jan Kleyna och Brian G. Marsden 2004, och gavs den tillfälliga beteckningen S/2004 S 8. Den heter också Saturn XLII.
Fornjot är 6 kilometer i diameter och har ett genomsnittligt avstånd på 22 200 000 kilometer från Saturnus. Den har en lutning av 168° till ekliptikan (160° Saturnus ekvator) i en retrograd riktning och med en excentricitet på 0,186.
Fornjot namngavs efter Fornjót som var en jätte i den nordiska mytologin.